# Жоржевка (Шишацкий район)
Жоржевка (укр. Жоржівка) — село, Жоржевский сельский совет, Миргородский район, Полтавская область, Украина.
Код КОАТУУ — 5325782001. Население по переписи 2001 года составляло 634 человека.
Является административным центром Жоржевского сельского совета, в который, кроме того, входят сёла Киселиха, Колодежно, Павловка и Христевка.

## Географическое положение
Село Жоржевка находится на берегу одного из истоков реки Говтва, выше по течению на расстоянии в 1 км расположено село Колодежно, ниже по течению на расстоянии в 3 км расположено село Киселиха. Река в этом месте пересыхает, на ней сделано несколько запруд. На расстоянии в 1 км расположено село Киселиха.

## Экономика
- Молочно-товарная ферма.

## Объекты социальной сферы
- Школа.

## Достопримечательности
- Братская могила советских воинов.